# Serra Llarga (Terrassa)
La serra Llarga és una serra situada al municipi de Terrassa, a la comarca del Vallès Occidental, amb una elevació màxima de 600 metres.